# Наволок (Кічмензьке сільське поселення)
На́волок (рос. Наволок) — присілок у складі Кічменгсько-Городецького району Вологодської області, Росія. Входить до складу Кічмензького сільського поселення.

## Населення
Населення — 21 особа (2010; 35 у 2002).
Національний склад (станом на 2002 рік):
- росіяни — 100 %